# Carlos de los Cobos
Carlos de los Cobos (10 de desembre de 1958) és un exfutbolista mexicà.

## Selecció de Mèxic
Va formar part de l'equip mexicà a la Copa del Món de 1986.
Un cop retirat fou entrenador, dirigint entre d'altres, la selecció del Salvador i Chicago Fire.